# Detmold-Nord
Detmold-Nord a luat naștere în anul 1970 când orașul Detmold a fost împărțit în sectoare, ca Centrul, Detmold-Nord și Detmold-Süd. Localitățile (sectoarele) învecinate fiind Detmold-Süd, Heidenoldendorf, Jerxen-Orbke, Klüt, Hakedahl, Vahlhausen, Diestelbruch și Spork-Eichholz.